# Janiega (stacja kolejowa)
Janiega (ros. Янега) – stacja kolejowa w miejscowości Janiega, w rejonie łodiejnopolskim, w obwodzie leningradzkim, w Rosji. Położona jest na linii Wołchow - Murmańsk.
Stacja powstała podczas I wojny światowej, na zbudowanej wówczas murmańskiej drodze żelaznej.